# Leichtathletik-Länderkampf der Frauen 1982 Bulgarien – BR Deutschland / BR Deutschland – Jugoslawien
| 7./8. Leichtathletik-Länderkampf mit bundesdeutscher Beteiligung 1982 | 7./8. Leichtathletik-Länderkampf mit bundesdeutscher Beteiligung 1982 |
| --------------------------------------------------------------------- | --------------------------------------------------------------------- |
|                                                                       |                                                                       |
| Ländervergleich der Frauen: Bulgarien – BR Deutschland – Jugoslawien  |                                                                       |
| Austragungsort                                                        | Sofia                                                                 |
| Wettbewerbe                                                           | 15                                                                    |
| Datum                                                                 | 17. Juni                                                              |
| 1. BGR 2. FRG                                                         | 091 P 068 P                                                           |
| 1. FRG 2. YUG                                                         | 111 P 046 P                                                           |
| Chronik                                                               |                                                                       |
| ← FRG-POL/FRG-NLD-POL (F)                                             | SUI-FRG-DNK-FRA Geher (F)] →                                          |

Die Vergleiche sieben und acht des Länderkampfjahres 1982 wurden erneut in einer Veranstaltung durchgeführt. Am 17. Juni reisten die bundesdeutschen Leichtathletinnen dazu nach Sofia, wo sie in getrennter Wertung auf Gastgeber Bulgarien sowie auf Jugoslawien trafen.
Gegen Bulgarien hatte es zuvor erst zwei Begegnungen gegeben, die 1976 und 1981 stattgefunden hatten. 1976 waren auch die Sportlerinnen aus der Sowjetunion dabei gewesen. Beide Vergleiche mit Bulgarien hatte die Bundesrepublik gewonnen.
Auf Jugoslawien waren die bundesdeutschen Frauen ebenfalls zwei Mal getroffen. An den Begegnungen 1951 und 1952, die beide als Zweiländerkämpfe gewertet worden waren, hatte sich jeweils auch Österreich beteiligt. Beide dieser weit zurückliegenden Aufeinandertreffen hatte die Bundesrepublik für sich entschieden.

## Modus
Auf dem Programm standen neben den bei Frauenländerkämpfen üblichen dreizehn Disziplinen, die den olympischen Wettbewerbskatalog komplett abdeckten, zwei weitere Rennen über 3000 Meter und 400 Meter Hürden. Die beiden zusätzlichen Disziplinen wurden 1984 in den olympischen Katalog für Frauen aufgenommen. In beiden Zweiländerkämpfen waren wie üblich zwei Teilnehmerinnen je Land und Wettbewerb am Start. Die Wertung erfolgte jeweils nach dem Standardsystem.

## Ergebnis
Jugoslawien spielte in diesem Aufeinandertreffen nur eine untergeordnete Rolle. Einzig den Hochsprung gewann eine jugoslawische Athletin, in allen anderen Wettbewerben lagen die Vertreterinnen Jugoslawiens hinter den bundesdeutschen und auch bulgarischen Teilnehmerinnen. Im Länderkampf gegen Bulgarien dagegen konnten die bundesdeutschen Sportlerinnen nicht mit ihren Konkurrentinnen mithalten. Sechs Einzelläufe und auch beide Staffeln gingen an Bulgarien, nur in den Rennen über 400 und 3000 Meter gab es bundesdeutsche Siege. Auch in den technischen Wettbewerben war Bulgarien außer im Weitsprung und Speerwurf überlegen. So mussten sich die bundesdeutschen Vertreterinnen in Sofia den Bulgarinnen zum ersten Mal geschlagen geben, und das mit 68 zu 91 Punkten sehr deutlich. Gegen Jugoslawien gab es dagegen mit 111 zu 46 Punkten einen sehr klaren Erfolg für die Bundesrepublik Deutschland.

## Einzelresultate

### 100 m
| Platz | Athletin            | Land | Zeit (s) | Länderkampfwertung | Länderkampfwertung |
| ----- | ------------------- | ---- | -------- | ------------------ | ------------------ |
| 1     | Nadeschda Georgiewa | BGR  | 11,70    | 1. BGR 2. FRG      | 8 P 3 P            |
| 2     | Jordanka Donkowa    | BGR  | 11,74    | 1. BGR 2. FRG      | 8 P 3 P            |
| 3     | Monika Hirsch       | FRG  | 11,92    | 1. BGR 2. FRG      | 8 P 3 P            |
| 4     | Bianca Betz         | FRG  | 12,16    | 1. FRG 2. YUG      | 8 P 3 P            |
| 5     | Mariana Flajsman    | YUG  | 12,53    | 1. FRG 2. YUG      | 8 P 3 P            |
| 6     | Monica Zetina       | YUG  | 12,62    | 1. FRG 2. YUG      | 8 P 3 P            |

### 200 m
| Platz | Athletin            | Land | Zeit (s) | Länderkampfwertung | Länderkampfwertung |
| ----- | ------------------- | ---- | -------- | ------------------ | ------------------ |
| 1     | Nadeschda Georgiewa | BGR  | 23,12    | 1. BGR 2. FRG      | 6 P 5 P            |
| 2     | Gaby Bußmann        | FRG  | 23,58    | 1. BGR 2. FRG      | 6 P 5 P            |
| 3     | Christina Sussiek   | FRG  | 23,95    | 1. BGR 2. FRG      | 6 P 5 P            |
| 4     | Penka Pawlowa       | BGR  | 23,98    | 1. FRG 2. YUG      | 8 P 3 P            |
| 5     | Natascha Seliškar   | YUG  | 24,60    | 1. FRG 2. YUG      | 8 P 3 P            |
| 6     | Cornelia Sinković   | YUG  | 25,24    | 1. FRG 2. YUG      | 8 P 3 P            |

### 400 m
| Platz | Athletin             | Land | Zeit (s) | Länderkampfwertung | Länderkampfwertung |
| ----- | -------------------- | ---- | -------- | ------------------ | ------------------ |
| 1     | Claudia Steger       | FRG  | 52,64    | 1. FRG 2. BGR      | 7 P 4 P            |
| 2     | Kalinka Dragowa      | BGR  | 53,04    | 1. FRG 2. BGR      | 7 P 4 P            |
| 3     | Christiane Brinkmann | FRG  | 53,40    | 1. FRG 2. BGR      | 7 P 4 P            |
| 4     | Jordanka Krumowa     | BGR  | 53,44    | 1. FRG 2. YUG      | 8 P 3 P            |
| 5     | Katica Marković      | YUG  | 54,43    | 1. FRG 2. YUG      | 8 P 3 P            |
| 6     | Elizabet Bojinovska  | YUG  | 55,05    | 1. FRG 2. YUG      | 8 P 3 P            |

### 800 m
| Platz | Athletin           | Land | Zeit (min) | Länderkampfwertung | Länderkampfwertung |
| ----- | ------------------ | ---- | ---------- | ------------------ | ------------------ |
| 1     | Nikolina Schterewa | BGR  | 2:00,2     | 1. BGR 2. FRG      | 8 P 3 P            |
| 2     | Totka Petrowa      | BGR  | 2:00,5     | 1. BGR 2. FRG      | 8 P 3 P            |
| 3     | Simone Büngener    | FRG  | 2:02,3     | 1. BGR 2. FRG      | 8 P 3 P            |
| 4     | Brigitte Kraus     | FRG  | 2:06,7     | 1. FRG 2. YUG      | 8 P 3 P            |
| 5     | Slobodanka Čolović | YUG  | 2:07,4     | 1. FRG 2. YUG      | 8 P 3 P            |
| 6     | Vesna Bajer        | YUG  | 2:11,1     | 1. FRG 2. YUG      | 8 P 3 P            |

### 1500 m
| Platz | Athletin           | Land | Zeit (min) | Länderkampfwertung | Länderkampfwertung |
| ----- | ------------------ | ---- | ---------- | ------------------ | ------------------ |
| 1     | Wessela Jazinska   | BGR  | 4:10,99    | 1. BGR 2. FRG      | 8 P 4 P            |
| 2     | Wanja Gospodinowa  | BGR  | 4:11,42    | 1. BGR 2. FRG      | 8 P 4 P            |
| 3     | Brigitte Kraus     | FRG  | 4:13,78    | 1. BGR 2. FRG      | 8 P 4 P            |
| 4     | Roswitha Gerdes    | FRG  | 4:15,63    | 1. FRG 2. YUG      | 8 P 3 P            |
| 5     | Marica Mršić       | YUG  | 4:29,89    | 1. FRG 2. YUG      | 8 P 3 P            |
| 6     | Zdravka Risticevic | YUG  | 4:32,80    | 1. FRG 2. YUG      | 8 P 3 P            |

### 3000 m
Jugoslawien trat mit nur einer Teilnehmerin an.
| Platz | Athletin            | Land | Zeit (min) | Länderkampfwertung | Länderkampfwertung |
| ----- | ------------------- | ---- | ---------- | ------------------ | ------------------ |
| 1     | Birgit Friedmann    | FRG  | 9:05,49    | 1. FRG 2. BGR      | 8 P 3 P            |
| 2     | Charlotte Teske     | FRG  | 9:09,45    | 1. FRG 2. BGR      | 8 P 3 P            |
| 3     | Rossiza Jaizarowa   | BGR  | 9:27,69    | 1. FRG 2. BGR      | 8 P 3 P            |
| 4     | Katja Trandafilowa  | BGR  | 9:47,99    | 1. FRG 2. YUG      | 8 P 2 P            |
| 5     | Liljana Milutinović | YUG  | 9:50,57    | 1. FRG 2. YUG      | 8 P 2 P            |

### 100 m Hürden
| Platz | Athletin           | Land | Zeit (s) | Länderkampfwertung | Länderkampfwertung |
| ----- | ------------------ | ---- | -------- | ------------------ | ------------------ |
| 1     | Jordanka Donkowa   | BGR  | 12,67    | 1. BGR 2. FRG      | 8 P 3 P            |
| 2     | Ginka Sagortschewa | BGR  | 13,08    | 1. BGR 2. FRG      | 8 P 3 P            |
| 3     | Dagmar Schenten    | FRG  | 13,45    | 1. BGR 2. FRG      | 8 P 3 P            |
| 4     | Doris Baum         | FRG  | 13,52    | 1. FRG 2. YUG      | 8 P 3 P            |
| 5     | Margarita Papić    | YUG  | 14,27    | 1. FRG 2. YUG      | 8 P 3 P            |
| 6     | Dusanka Logozar    | YUG  | 15,16    | 1. FRG 2. YUG      | 8 P 3 P            |

### 400 m Hürden
Jugoslawien trat mit nur einer Teilnehmerin an.
| Platz | Athletin            | Land | Zeit (s) | Länderkampfwertung | Länderkampfwertung |
| ----- | ------------------- | ---- | -------- | ------------------ | ------------------ |
| 1     | Nadeshda Assenowa   | BGR  | 56,89    | 1. FRG 2. FRG      | 7 P 4 P            |
| 2     | Marlies Gutewort    | FRG  | 58,52    | 1. FRG 2. FRG      | 7 P 4 P            |
| 3     | Wessela Platschkowa | BGR  | 59,02    | 1. FRG 2. FRG      | 7 P 4 P            |
| 4     | Angela Wilhelm      | FRG  | 59,34    | 1. FRG 2. YUG      | 8 P 2 P            |
| 5     | Moitza Savle        | YUG  | 59,87    | 1. FRG 2. YUG      | 8 P 2 P            |

### 4 × 100 m Staffel
| Platz | Besetzung      | Land                                                               | Zeit (s) | Länderkampfwertung | Länderkampfwertung |
| ----- | -------------- | ------------------------------------------------------------------ | -------- | ------------------ | ------------------ |
| 1     | Bulgarien      | Nadeschda Georgiewa Penka Pawlowa Anelija Nunewa Liljana Iwanowa   | 44,27    | 1. BGR 2. FRG      | 5 P 2 P            |
| 2     | BR Deutschland | Monika Hirsch Elke Vollmer Bianca Betz Christina Sussiek           | 44,97    | 1. FRG 2. YUG      | 5 P 2 P            |
| 3     | Jugoslawien    | Monica Zetina Mariana Flajsman Cornelia Sinković Natascha Seliškar | 47,06    | 1. FRG 2. YUG      | 5 P 2 P            |

Datum: 5. August

### 4 × 400 m Staffel
| Platz | Besetzung      | Land                                                                      | Zeit (min) | Länderkampfwertung | Länderkampfwertung |
| ----- | -------------- | ------------------------------------------------------------------------- | ---------- | ------------------ | ------------------ |
| 1     | Bulgarien      | Iwanka Wenkowa Jordanka Krumowa Kostadinowa Kalinka Dragowa               | 3:34,64    | 1. BGR 2. FRG      | 5 P 2 P            |
| 2     | BR Deutschland | Heike Schmidt Claudia Steger Christiane Brinkmann Gaby Bußmann            | 3:40,80    | 1. FRG 2. YUG      | 5 P 2 P            |
| 3     | Jugoslawien    | Katica Mataković Elizabet Bojinovska Slobodanka Čolović Natascha Seliškar | 3:43,87    | 1. FRG 2. YUG      | 5 P 2 P            |

### Hochsprung
| Platz | Athletin             | Land | Zeit (m) | Länderkampfwertung | Länderkampfwertung |
| ----- | -------------------- | ---- | -------- | ------------------ | ------------------ |
| 1     | Lidia Benedetić      | YUG  | 1,89     | 1. BGR 2. FRG      | 6 P 5 P            |
| 2     | Ljudmila Schetschewa | BGR  | 1,86     | 1. BGR 2. FRG      | 6 P 5 P            |
| 3     | Anne Heitmann        | FRG  | 1,86     | 1. BGR 2. FRG      | 6 P 5 P            |
| 4     | Heike Redetzky       | FRG  | 1,83     | 1. YUG 2. FRG      | 6 P 5 P            |
| 5     | Marinela Fosko       | YUG  | 1,80     | 1. YUG 2. FRG      | 6 P 5 P            |
| 6     | Silvia Koewa         | BGR  | 1,80     | 1. YUG 2. FRG      | 6 P 5 P            |

### Weitsprung
| Platz | Athletin           | Land | Zeit (m) | Länderkampfwertung | Länderkampfwertung |
| ----- | ------------------ | ---- | -------- | ------------------ | ------------------ |
| 1     | Anke Weigt         | FRG  | 6,32     | 1. FRG 2. BGR      | 7 P 4 P            |
| 2     | Lidia Guschewa     | BGR  | 6,32     | 1. FRG 2. BGR      | 7 P 4 P            |
| 3     | Heike Filsinger    | FRG  | 6,30     | 1. FRG 2. BGR      | 7 P 4 P            |
| 4     | Snežana Dančetović | FRG  | 6,22     | 1. FRG 2. YUG      | 8 P 3 P            |
| 5     | Luciana Vinazza    | YUG  | 6,10     | 1. FRG 2. YUG      | 8 P 3 P            |
| 6     | Iwanka Wenkowa     | BGR  | 6,03     | 1. FRG 2. YUG      | 8 P 3 P            |

### Kugelstoßen
| Platz | Athletin         | Land | Zeit (m) | Länderkampfwertung | Länderkampfwertung |
| ----- | ---------------- | ---- | -------- | ------------------ | ------------------ |
| 1     | Elena Stojanowa  | BGR  | 19,60    | 1. BGR 2. FRG      | 8 P 3 P            |
| 2     | Swetla Mitkowa   | BGR  | 17,35    | 1. BGR 2. FRG      | 8 P 3 P            |
| 3     | Birgit Petsch    | FRG  | 16,84    | 1. BGR 2. FRG      | 8 P 3 P            |
| 4     | Jutta Weide      | FRG  | 16,59    | 1. FRG 2. YUG      | 8 P 3 P            |
| 5     | Marjana Tufegdić | YUG  | 16,53    | 1. FRG 2. YUG      | 8 P 3 P            |
| 6     | Marta Goso       | YUG  | 14,66    | 1. FRG 2. YUG      | 8 P 3 P            |

### Diskuswurf
| Platz | Athletin           | Land | Zeit (m) | Länderkampfwertung | Länderkampfwertung |
| ----- | ------------------ | ---- | -------- | ------------------ | ------------------ |
| 1     | Marija Petkowa     | BGR  | 68,52    | 1. BGR 2. FRG      | 8 P 3 P            |
| 2     | Zwetanka Christowa | BGR  | 68,18    | 1. BGR 2. FRG      | 8 P 3 P            |
| 3     | Ingra Manecke      | FRG  | 62,52    | 1. BGR 2. FRG      | 8 P 3 P            |
| 4     | Dagmar Galler      | FRG  | 59,76    | 1. FRG 2. YUG      | 8 P 3 P            |
| 5     | Marta Goso         | YUG  | 48,24    | 1. FRG 2. YUG      | 8 P 3 P            |
| 6     | Snežana Golubić    | YUG  | 47,48    | 1. FRG 2. YUG      | 8 P 3 P            |

### Speerwurf
| Platz | Athletin            | Land | Zeit (m) | Länderkampfwertung | Länderkampfwertung |
| ----- | ------------------- | ---- | -------- | ------------------ | ------------------ |
| 1     | Eva Helmschmidt     | FRG  | 58,32    | 1. FRG 2. BGR      | 8 P 3 P            |
| 2     | Beate Peters        | FRG  | 58,22    | 1. FRG 2. BGR      | 8 P 3 P            |
| 3     | Marija Djalewa      | BGR  | 55,44    | 1. FRG 2. BGR      | 8 P 3 P            |
| 4     | Borbala Mejnhart    | YUG  | 52,68    | 1. FRG 2. YUG      | 8 P 3 P            |
| 5     | Dobrinka Pentschewa | BGR  | 50,82    | 1. FRG 2. YUG      | 8 P 3 P            |
| 6     | Ankica Schumacher   | YUG  | 48,96    | 1. FRG 2. YUG      | 8 P 3 P            |